# Palacete Ribeiro da Cunha

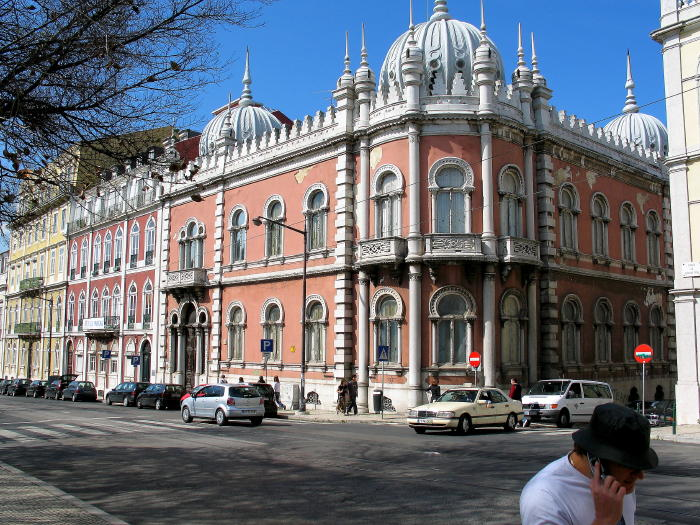
Der Palacete Ribeiro da Cunha

Der Palacete Ribeiro da Cunha ist ein Stadtpalast im Zentrum der portugiesischen Hauptstadt Lissabon.

## Geschichte
Er wurde 1877 nach Plänen des Architekten Henrique Carlos Afonso an der Nordseite der Praça do Príncipe Real errichtet. Auftraggeber war der aus dem Minho stammende Tabakhändler José Ribeiro da Cunha. Der pseudo-maurische Bau ist opulent mit orientalischen Ornamenten verziert. Zugehörig ist ein 3000 m² großer Garten.
1901 wurde der Palast an die Familie Seixas verkauft, die dort zwei Jahrzehnte wohnte. 1920 erwarb der Arzt Manuel Caroça den Bau und überließ ihn seiner Tochter und Erbin. Durch Heirat kam das Haus in den Besitz des Arztes Lopo de Carvalho. 1980 übernahm die Universidade Nova de Lisboa einen Teil als Verwaltungsbau, die Familie blieb aber bis Mitte der 1990er Jahre im obersten Stockwerk wohnen. Nach jahrelangem Leerstand soll das Gebäude in ein Luxushotel umgebaut werden.